# Listă de cântărețe române
Aceasta este o listă de cântărețe române notabile, grupată după genul muzical și ordonată alfabetic după numele de familie sau mononim.

## Muzică populară
- Veta Biriș
- Florica Bradu
- Rodica Bujor
- Maria Butaciu
- Floarea Calotă
- Lucreția Ciobanu
- Maria Ciobanu
- Ileana Ciuculete
- Margareta Clipa
- Mariana Stanciu Dănăilă
- Victoria Darvai
- Maria Dragomiroiu
- Florica Duma
- Laura Lavric
- Maria Lătărețu
- Irina Loghin
- Gabi Luncă
- Lia Lungu
- Angela Moldovan
- Maria Peter
- Mioara Pitulice
- Ana Pop Corondan
- Ioana Radu
- Ștefania Rareș
- Ileana Sărăroiu
- Maria Tănase
- Marioara Tănase
- Florica Ungur
- Mioara Velicu
- Sofia Vicoveanca
- Florica Zaha

## Muzică ușoară
- Anda Adam
- Zoia Alecu
- Alessia
- AMI (Andreea Ioana Moldovan)
- Andra
- Luminița Anghel
- Monica Anghel
- Giulia Anghelescu
- Andreea Antonescu
- Antonia
- Doina Badea
- Andreea Bălan
- Elena Cârstea
- Anda Călugăreanu
- Celia
- Corina Chiriac
- Angela Ciochină
- Corina
- Mirabela Dauer
- Luminița Dobrescu
- Feli Donose
- Dida Drăgan
- Silvia Dumitrescu
- Stela Enache
- Alina Eremia
- Marina Florea
- Elena Gheorghe
- Loredana Groza
- Daniela Gyorfy
- Inna
- Lora
- Anastasia Lazariuc
- Sanda Ladoși
- Anna Lesko
- Mădălina Manole
- Lucky Marinescu
- Delia Matache
- Nicoleta Matei
- Mihaela Mihai
- Sore Mihalache
- Miki
- Mira
- Nicola
- Oana Nistor
- Mălina Olinescu
- Margareta Pâslaru
- Anca Pop
- Oana Radu
- Carmen Rădulescu
- Roxen
- Ruby (Ana Claudia Grigore)
- Mihaela Runceanu
- Oana Sârbu
- Marina Scupra
- Paula Seling
- Angela Similea
- Alina Sorescu
- Alexandra Stan
- Laura Stoica
- Narcisa Suciu
- Ileana Șipoteanu
- Anca Țurcașiu
- Alexandra Ungureanu
- Aura Urziceanu
- Selena Vasilache
- Marina Voica
- Ellie White
- Xonia

## Cântărețe lirice și de operă
- Laura Bretan
- Maria Cebotari
- Viorica Cortez
- Ileana Cotrubaș
- Valentina Crețoiu
- Florica Cristoforeanu
- Hariclea Darclée
- Angela Gheorghiu
- Magda Ianculescu
- Marina Krilovici
- Iolanda Mărculescu
- Eugenia Moldoveanu
- Maria Moreanu
- Elisabeta Neculce-Carțiș
- Mariana Nicolesco
- Zenaida Pally
- Elena Teodorini
- Viorica Ursuleac
- Virginia Zeani